# Delias ornytion
Delias ornytion is een vlindersoort uit de familie van de Pieridae (witjes), onderfamilie Pierinae.
Delias ornytion werd in 1881 beschreven door Godman & Salvin.